# بمب‌گذاری خار ۲۰۲۳
در ۳۰ ژوئیه ۲۰۲۳، داعش خراسان یک بمب‌گذاری انتحاری در راهپیمایی پیروان حزب جمعیت علمای اسلام در خار ، ناحیه باجور ، ایالت خیبر پختونخوا ، پاکستان انجام داد که دستکم ۶۳  کشته و نزدیک به ۲۰۰ مجروح برجای گذاشت.